# Эверетт Тру
Эверетт Тру (англ. Everett True, настоящее имя Джереми Эндрю Тэкрей, англ. Jeremy Andrew Thackray; 21 апреля 1961, Челмсфорд, графство Эссекс, Великобритания) — британский музыкальный критик, писатель и музыкант. Увлёкся музыкой после знакомства с творчеством авангардной американской группы The Residents, впоследствии собрал свою первую рок-группу во время учёбы в школе. На всём протяжении своей карьеры зачастую записывается и публикуется под псевдонимом «The Legend!» (с англ. — «Легенда!»).

## Биография
В 1982 году Тэкрей посетил концерт группы The Laughing Apple после которого встретился с вокалистом коллектива, Аланом Макги. Впоследствии Макги так описывал своего нового знакомого: «Когда-то это был парень, который на всех концертах стоял в передних рядах и танцевал невпопад». Они подружились и, когда Макги основал клуб «Communication Blur», он предложил Тэкрею роль тамошнего конферансье, объяснив это тем, что тот «представлял собой самого заурядного, скучного, доброго и робкого человека на земле — я решил сделать из него конферансье, просто по приколу». Первоначально его объявляли как «Легендарного Джерри Тэкрея», в конце концов сократив это прозвище до просто «Легенда!». также Макги предложил ему вести колонку в своем новом фэнзине, также получившем название Communication Blur, но Тэкрей проработал в нём только два выпуска, так как резко возражал против идеи Макги опубликовать флекси диск группы The Smiths на обложке третьего номера. Вместо этого он начал публиковать свой собственный журнал, The Legend!, также записав под этим псевдонимом сингл «'73 in '83», который стал первой записью выпущенной на лейбле Макги Creation Records. В 1984 году Тэкрей выпустил второй сингл, «Legend Destroys The Blues», но его музыкальная карьера не привлекла большого интереса ни со стороны СМИ, ни со стороны публики. Впоследствии Тэкрей объяснял это тем, что ему «не нравилось исполнять песню более одного раза», хотя он и продолжал периодически выступать на концертах.
В 1983 году Тэкрей начал работать в журнале New Musical Express. В 1988 году он был уволен из издания, после чего перешёл к его прямым конкурентам — Melody Maker. Редакция журнала попросила Тэкрея выбрать новый псевдоним, так как «The Legend!» слишком прочно ассоциировался с New Musical Express. Тэкрей выбрал «Everett True», позаимствовав его из старого чёрно-белого мультфильма «The Outbursts of Everett True».
Спустя нескольких месяцев Тэкрей отправился в рабочую командировку в Сиэтл с целью освещения событий вокруг формирующейся гранжевой музыкальной сцены. Впоследствии он помогал тамошним музыкантам выпускать записи и сдружился со многими из них. В 1989 году Тэкрей выступил в качестве приглашённого вокалиста на сингле Кальвина Джонсона и сайд-проекта Тоби Вэйл The Go Team, где вновь фигурировал под псевдонимом «The Legend!». В 1991 году он познакомил Курта Кобейна с Кортни Лав на совместном концерте групп Butthole Surfers и L7. Впоследствии все трое стали близкими друзьями, и, в 1992 году, именно Тэкрей вывез Кобейна в инвалидном кресле на сцену Редингского фестиваля, впоследствии этот концерт был признан одним из лучших выступлений группы Nirvana. В 2006 году Тэкрей опубликовал «Nirvana: The True Story», книгу о своих отношениях с группой и гранж-сцене, в целом.
Во время работы в музыкальных еженедельниках Тэкрей получил славу одного из самых противоречивых музыкальных журналистов Великобритании — некоторые оценивали его творчество восторженными эпитетами, в то время как другие считали его скучным и самовлюблённым (что многих раздражало), и называли его публикации эгоистичными.
В начале 1990-х годов, Тэкрей снимал жилье в Брайтоне (Великобритания) вместе с музыкантами группы Huggy Bear, которая стала известна благодаря ему в Штатах и стала одним из пионеров зарождающегося движения Riot Grrrl.
В конце 1990-х Тэкрей покинул журнал Melody Maker, заняв должность редактора британского музыкального издания Vox, в связи с чем вернулся к своему настоящему имени. Согласно слухам брит-поп-группа Theaudience была сформирована после того как её основатель, Билли Ривз, поспорил с Тэкреем на £100, что он может собрать группу и заполучить контракт с мейджор-лейблом.
В 1998 году Тэкрей вернулся в Сиэтл, где проработал в течение года в качестве музыкального редактора альтернативной газеты The Stranger, прежде чем отправиться в Австралию, где публиковался в мельбурнском еженедельнике The Age. В тот же период Тэкрей записал альбом под названием The Legend при участии австралийского гитариста Джулиана Тикла (выступал с группой Hobart). В 2002 году, вернувшись в Великобританию, он основал журнал Careless Talk Costs Lives. Дебютный выпуск журнала вышел под № 12 и далее издавался по убывающим номерам, под лозунгом «мы намеревались заменить гниющую музыкальную прессу в Великобритании, поэтому к нулевому выпуску мы либо достигнем наших целей, либо откажемся от этих попыток». Однако, после 12-го номера (№ 1) стало ясно, что цель Тэкрея потерпела фиаско, в связи с чем он закрыл журнал, вместо этого переключившись на публикацию нового издания — Plan B.
В период с 2004 по 2009 год Тэкрей был одним из менеджеров Plan B, наряду с Фрэнсис Морган, Крисом Хоутоном и Эндрю Клэром, также по выполняющим роль дизайнера. Кроме того, Тэкрей сотрудничал со многими музыкальными СМИ и написал несколько книг, в том числе о группах Ramones, The White Stripes, а также о группе Nirvana, чьих музыкантов хорошо знал. В 2008 году он переехал со своей семьей в Брисбен в Австралии, по-видимому, по прихоти: «Это был хороший день, когда мы сошли с самолета», — сказал он нескольким интервьюерам. До начала 2009 года он публиковал еженедельные колонки в известных газетах The Village Voice и The Guardian — на страницах последней вступив в конфликт с австралийской музыкальной уличной прессой. Также, общественность неоднозначно оценила некоторые комментарии журналиста в Twitter по поводу использования образа Курта Кобейна в одной из частей гитарного симулятора Guitar Hero. Это привело к злостным опровержениям со стороны Дэйва Грола и Криса Новоселича, которые отрицали какое-либо сотрудничество с создателями видеоигры. Кортни Лав также отрицала, что имеет какое-либо отношение к этому делу, однако, потом выяснилось, что именно она консультировала фирму Activision во время создания образа Кобейна в этом проекте. Впоследствии Тэкрей вернулся со своей семьей в Великобританию.
В нынешнее время Тэкрей публикует колонки в шведском журнале Go Magazine, нью-йоркском Bust magazine,а также на веб-сайте The Something Awful; кроме того он пишет для различных австралийских онлайн-изданий, включая Mess And Noise и The Vine. Более актуальная биография журналиста была размещена в сети интернет, в рамках брисбенского семинара для семинара «Unconvention», в 2010 году. Тэкрей сотрудничает с двумя брисбенским группами, The Deadnotes и The Thin Kids. В настоящее время Тэкрей является главным редактором и автором брисбенского онлайн-журнала Collapse Board.
Одним из последних проектов Тэкрея является издательская компания Rejected Unknown, созданная в ответ на знаменитую серию музыкальных альманахов фирмы 33⅓; название издательства было вдохновлено названием альбома Дэниэла Джонстона. Первая книга была озаглавлена «101 Albums You Should Die Before You Hear» (англ. «101 альбом, который должен был умереть до того как вы его услышите»), и вышла под лозунгом — свержение «священных коров» рок-музыки.

## Дискография

### Под псевдонимом «The Legend!»

#### Синглы
- «'73 in '83» (1983), Creation
- «Destroys the Blues» (1984), Creation
- «Talk Open (live)» (1984), Legend! (free flexi-disc given away with Legend! fanzine)
- Everything’s Coming Up Roses EP (1986), Vinyl Drip
- «The Ballad» (1987), Constrictor
- «Step Aside» (1988), Constrictor
- «Breakfast in Bed» (1990), K Records (as guest vocalist with The Go Team)
- «Do Nuts» (1991), Sub Pop
- The Legend! Sings The Songs of Daniel Treacy (2005), Unpopular

#### Альбомы
- Some of us Still Burn (мини-альбом) (1985), Vinyl Drip
- Everett True Connection (2001), 3 Acre Floor